# Cerro da Velha
O Cerro da Velha é um ilhéu do arquipélago das Berlengas, em Portugal. Situa-se a nordeste da ilha principal.